# Monte Verde (Chihuahua)
Monte Verde es una localidad del estado mexicano de Chihuahua. Es parte del municipio de Janos.

## Demografía
| Gráfica de evolución demográfica |
|                                  |

| Censo | Población |
| ----- | --------- |
| 1980  | 1 185     |
| 1990  | 1 283     |
| 2000  | 932       |
| 2010  | 1 087     |
| 2020  | 1 167     |